# Generální vikariát
Generální vikariát je část diecéze, kterou ze specifických důvodů (např. v době války) spravuje jako generální vikář, popř. administrátor jiná osoba než ostatní území dotyčné diecéze. Zpravidla bývá jeden generální vikariát zřízen na území, které sice zůstává formálně součástí diecéze, avšak v důsledku územních změn zde může být faktický vliv místního ordináře jen zanedbatelný, a jeden generální vikariát pro zbývající část diecéze se sídlem v sídle diecéze (spravovaný standardním způsobem tamním generálním vikářem, resp. též místním ordinářem).

## Generální vikariát kladský
Kladský generální vikariát pražské arcidiecéze vznikl v roce 1744, kdy bylo Kladsko zabráno Pruskem. Jednalo se o exklávu oddělenou územím královéhradecké diecéze. Jeho existence trvala i poté, co Kladsko připadlo v roce 1945 Polsku, a to až do roku 1972, kdy byl zrušen a jeho území přičleněno k vratislavské arcidiecézi.

## Generální vikariát proRakouské Slezsko
Existoval v letech 1770 až 1925 pro rakouskou, později rakousko-uherskou a nakonec československou část Slezska, resp. katovické diecéze. Sídlil nejprve v různých místech podle místa působení konkrétního generálního vikáře (Těšín, Frýdek, Moravec, Fryštát, Bílsko a Strumień), od roku 1872 bylo stálé sídlo generálního vikáře v Těšíně.

## Generální vikariáty zadruhé světové války
Samostatné generální vikariáty byly zřizovány pro území obsazená Německem v roce 1938:
- v pražské arcidiecézi: generální vikariát Ostrov nad Ohří (vznikl k 30. listopadu 1939, generálním vikářem až do jeho zániku v roce 1945 byl Msgre. Karl Bock, který už od roku 1938 působil jako arcibiskupský komisař v Ostrově nad Ohří)
- v litoměřické diecézi: generální vikariát pro německou část diecéze (přes tři čtvrtiny farností) byl v Litoměřicích, pro českou část diecéze sídlil postupně v Libochovicích, Kováni a Krnsku
- v královéhradecké diecézi: generální vikariát Trutnov
- v českobudějovické diecézi: generální vikariát Vyšší Brod (generálním vikářem byl opat Tecellin Jaksch a později dr. Dominik Kaindl OCist; k 1. říjnu 1939 byl tento generální vikariát zrušen a území připojeno k diecézím v Řeznu, Pasově, Linci a Sankt Pölten)
- v olomoucké arcidiecézi: generální vikariát Branice (generálním vikářem byl Msgre. Josef Martin Nathan)
- v brněnské diecézi: generální vikariát Mikulov (existoval od roku 1938, fakticky byl zrušen na konci května 1945)